# Иванов, Александр Васильевич (футболист)
Александр Васильевич Иванов (4 августа 1972) — советский и российский футболист, играл на позиции защитника и полузащитника.

## Карьера
Воспитанник школы пятигорского «Машука», в котором и начинал карьеру в 1989 году. В следующем сезоне числился в майкопской «Дружбе», а также играл за «Дружбу» Будённовск. В 1992 году вернулся в «Машук». 5 июня 1993 года в выездном матче 13-го тура против владикавказского «Спартака» выйдя на замену на 77-й минуте вместо Александра Маслова, дебютировал за ставропольское «Динамо» в матчах высшей лиги. Всего в высшей лиге за полгода провёл два матча и вернулся в «Машук». С 1993 по 1997 годы провёл 125 матчей за «Машук», в которых забил 11 голов. Далее выступал за ульяновскую «Волгу». С 1999 по 2001 год провёл выступая за «Кавказкабель», в котором и завершил профессиональную карьеру. После чего недолгое время играл за любительские клубы «Кристалл» (Майский) и ставропольское «Динамо». С 2002 по 2006 год играл за «Водник» (Ростов-на-Дону). В 2010 году выступал за клуб «Донгаздобыча-2».